# Lockheed Martin F-22 Raptor
Lockheed Martin F-22 Raptor – amerykański myśliwiec przewagi powietrznej piątej generacji. Wykonany w technologii stealth, został zaprojektowany głównie do walki z lotnictwem ZSRR w wypadku naruszenia przestrzeni powietrznej USA, posiada jednak uzbrojenie pozwalające na atakowanie celów naziemnych, prowadzenie wojny elektronicznej i nasłuchu elektronicznego. Samolot nosił oznaczenie YF-22, następnie przez trzy lata przed wprowadzeniem do służby Sił Powietrznych Stanów Zjednoczonych F/A-22, by ostatecznie przyjąć nazwę F-22A. Głównym wytwórcą jest koncern Lockheed Martin, odpowiedzialny za konstrukcję płatowca, uzbrojenie oraz końcowy montaż samolotu. Firma Boeing Integrated Defense Systems dostarcza natomiast skrzydła, tylną część kadłuba oraz awionikę.

## Historia
W drugiej połowie lat 80. XX wieku sowieckie samoloty MiG-29 i Su-27 demonstrowały bardzo dobre właściwości manewrowe, a Su-27 również i osiągi. W połączeniu ze znacznym wzmocnieniem sowieckiej obrony powietrznej stwarzało to zagrożenie dla samolotów F-15 w warunkach ewentualnego konfliktu. W ramach programu Advanced Tactical Fighter uwaga konstruktorów amerykańskich skupiona była na opracowaniu samolotu, mogącego skutecznie zastąpić samolot F-15.
W 1981 r. Siły Powietrzne USA określiły wymagania dla nowego Zaawansowanego Myśliwca Taktycznego, jako nowego samolotu wywalczania przewagi powietrznej, który początkowo miał być maszyną wielozadaniową. Samolot ten powinien być zbudowany w oparciu o nowe technologie – materiały kompozytowe, lekkie stopy, zaawansowane systemy sterowania lotem, technologię stealth oraz mieć większą siłę ciągu. We wrześniu 1985 r. siły powietrzne przesłały wymagania techniczne dla nowego samolotu do przedsiębiorstw: Boeing, Fairchild, General Dynamics, Grumman, Lockheed, McDonnell Douglas, Northrop, Rockwell i Vought, a także do wykonawców silników: spółek Allison, Garrett, General Electric, Pratt & Whitney i Teledyne.
Po przeglądzie wstępnych propozycji, 31 grudnia 1986 r., Siły Powietrzne USA zawarły dwa kontrakty na 691 milionów każdy, na budowę dwóch prototypów. Kontrakty przyznano zespołom Northrop-McDonnell Douglas YF-23 oraz Lockheed-Boeing-General Dynamics YF-22. W przeciwieństwie do projektowanych od podstaw na właściwości stealth konstrukcji F-117A oraz B-2, prototypy nowych maszyn myśliwskich miały być skoncentrowane w pierwszej kolejności na zwrotności oraz łatwości osiągania prędkości naddźwiękowej bez użycia dopalacza. Prototypy zgodnie z planem miały zostać zbudowane do końca 1989 roku, lecz przedłużono termin o następne 6 miesięcy.

### YF-22 „Lightning II”

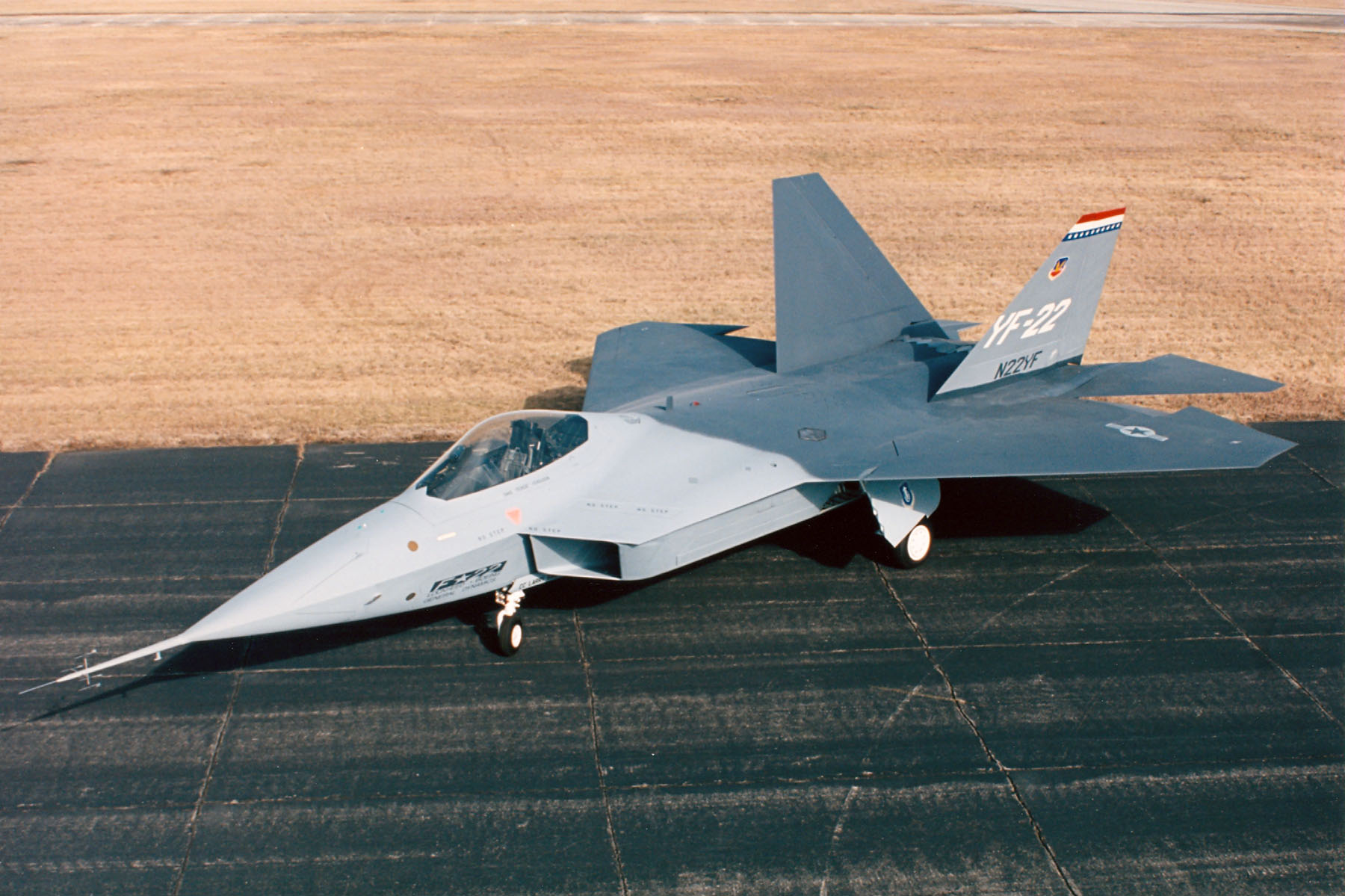
YF-22

Choć F-22 został oparty na konstrukcji prototypu YF-22, istnieją dostrzegalne różnice między dwiema maszynami, przede wszystkim przemieszczenie kokpitu i zmiany strukturalne. Pierwotnie prototyp otrzymał od producenta nieoficjalną nazwę „Lightning II”, która obowiązywała aż do połowy lat 90. Przez krótki okres samolot był przezywany też jako „SuperStar” i „Rapier”. Ostatecznie nazwę Lightning II otrzymał 7 czerwca 2006 roku myśliwiec wielozadaniowy F-35.

### Konkurs
23 kwietnia 1991 roku, YF-22 został zwycięzcą konkursu na zaawansowany myśliwiec taktyczny (ATF), gdzie konkurował z prototypem YF-23 Black Widow II zespołu Northrop/McDonnell Douglas. Obie maszyny miały spełniać wymagania dla przeznaczonych zadań mimo posiadania gorszych właściwości stealth przez zwycięzcę. Samolot posiadał znacznie wyższe od oczekiwanych właściwości manewrowe, dzięki układowi sterów. Argumentami przemawiającymi za wyborem późniejszego Raptora były nieznacznie słabsze osiągi od konkurenta z niższą ceną i mniejszym ryzykiem rozwoju. Doszło mimo wszystko do krytyki wyboru ze względu na wyższe parametry samolotu YF-23. Pojawiły się zarzuty, które postulowały wynik wyboru jako polityczny i finansowy. Przeobrażenia polityczne na świecie w latach 90 XX wieku spowodowały osłabienie Układu Warszawskiego i spadek możliwości otwartego konfliktu. Pojawiające się lokalne konflikty, które odbywają się na krótkich dystansach w kwestii walk powietrznych co przeważyło nad wybraniem tańszego rozwiązania.
Umowa na rozpoczęcie produkcji seryjnej podpisana została 2 sierpnia 1991 roku. Z testowanych dwóch prototypów koniecznym był wybór ostatecznej wersji napędu. Do lipca 1995 roku planowane było zbudowanie prototypów produkcyjnych. Pierwsze seryjne F-22 miały zostać ukończone w 1999 roku.
W 1992 roku, podczas lotu doświadczalnego, pierwszy prototyp rozbił się podczas lądowania w Bazie Sił Powietrznych w Kalifornii. Pilot doświadczalny Tom Morgenfeld nie doznał żadnych obrażeń. Przyczyna wypadku została określona jako błąd oprogramowania sterującego lotem.

### Prototypy[5]
W maju 1993 roku podjęta została decyzja o niekonstruowaniu osobnej wersji myśliwsko-uderzeniowej, a jedynie przystosowaniu gotowych podzespołów. W 1995 roku zmniejszono planowane zamówienia do 442 egzemplarzy (z 648). Pierwszy samolot miał zostać wysłany do odbioru w 1997 roku i osiągnąć gotowość operacyjną w 2005. Przesunięcia skutkowały wzrostem ceny samolotu z 150 do 165 mln dolarów.
Podczas pierwszego pokazu seryjnie produkowanego modelu, który odbył się 9 kwietnia 1997 roku w Georgii, został on formalnie nazwany F-22 „Raptor”, z imieniem własnym „Spirit of America”. Jego pierwszy lot odbył się 7 września 1997 roku. W międzyczasie zmniejszona została kolejny raz liczbę zamówionych maszyn do 439 oraz spróbowano obniżyć koszta produkcji przez rezygnację z badania nowego czujnika podczerwieni. Zrezygnowano z dostosowywania samolotu na potrzeby US Navy, na rzecz F-35C Lightning II.
We wrześniu 2002 roku władze USAF zmieniły oznaczenie na F/A-22, naśladujące nazwę F/A-18 Hornet, która podkreślałaby zdolność myśliwca do ataku naziemnego. Powrót do oznaczenia pierwotnego nastąpił 12 grudnia 2005 roku. Trzy dni później F-22A został włączony do służby czynnej.

### Produkcja[6]
Pierwszy wyprodukowany egzemplarz został dostarczony do Bazy Sił Powietrznych w Nellis w stanie Nevada 14 stycznia 2003 i również w tym samym roku zmniejszono liczbę zamówionych samolotów na 277. Do końca 2004 do służby zostało wcielonych 51 F-22, a zamówienie zostało po raz kolejny zmniejszone do 183 sztuk. Spowodowało to konflikt w USAF, które zgłaszało zapotrzebowanie na 381 samolotów.
Konstruowanie awioniki w postaci modułów komputerowych, które zostały zintegrowane, pozwala na wprowadzanie uaktualnionego oprogramowania. Dzięki temu rozwiązaniu zwiększały się możliwości bojowe.
W 2010 roku orzeczeniem Pentagonu produkcja ma się zakończyć w liczbie 187 egzemplarzy. Ostatnia maszyna dostarczona została w maju 2012 roku.
| MDS (Mission Design Series) | Liczba sztuk | Numery seryjne  | Block | Seria (lot) | Uwagi                                                             |
| --------------------------- | ------------ | --------------- | ----- | ----------- | ----------------------------------------------------------------- |
| YF-22                       | 2            | 87-700 do 701   | 0     | VAL/DEM     | 87-0701 uszkodzony 25.05.1992 r.                                  |
| F-22A-1LM                   | 2            | 91-4001 do 4002 | 1     | EMD         |                                                                   |
| F-22A-1LM                   | 1            | 91-4003         | 2     | EMD         | 91-4003 uszkodzony 28.09.2004 r.                                  |
| F-22A-10LM                  | 6            | 91-4004 do 4009 | 10    | EMD         | 91-4008 uszkodzony 25.03.2009 r.                                  |
| F-22A-10LM                  | 2            | 99-4010 do 4011 | 10    | PRTV        |                                                                   |
| F-22A-10LM                  | 6            | 00-4012 do 4017 | 10    | PRTV        | 00-4013 zniszczony 15.11.2012 r. 00-4014 zniszczony 20.12.2004 r. |
| F-22A-10LM                  | 10           | 01-4018 do 4027 | 10    | Lot 1 LRIP  |                                                                   |
| F-22A-10LM                  | 13           | 02-4028 do 4040 | 10    | Lot 2 LRIP  | 02-4037 uszkodzony 31.05.2012 r.                                  |
| F-22A-20LM                  | 21           | 03-4041 do 4083 | 20    | Lot 3 LRIP  | 03-4041 uszkodzony 10.04.2006 r. 03-4045 uszkodzony 20.10.2005 r. |
| F-22A-20LM                  | 22           | 04-4062 do 4083 | 20    | Lot 4 LRIP  |                                                                   |
| F-22A-30LM                  | 24           | 05-4048 do 4107 | 30    | Lot 5 LRIP  |                                                                   |
| F-22A-30LM                  | 23           | 06-4108 do 4130 | 35    | Lot 6 FRP   | 06-4125 uszkodzony 16.11.2010 r.                                  |
| F-22A-30LM                  | 21           | 07-4031 do 4051 | 35    | Lot 7 FRP   |                                                                   |
| F-22A-35LM                  | 20           | 08-4052 do 4171 | 35    | Lot 8 FRP   |                                                                   |
| F-22A-35LM                  | 20           | 09-4172 do 4191 | 35    | Lot 9 FRP   |                                                                   |
| F-22A-35LM                  | 4            | 10-4192 do 4195 | 40    | Lot 10 FRP  |                                                                   |

### Zamówienia
Siły Powietrzne Stanów Zjednoczonych planowały początkowo zamówić 750 sztuk Zaawansowanego Myśliwca Taktycznego, z produkcją rozpoczynającą się w 1994 roku. W momencie startu programu rozwojowego rozpadł się jednak Związek Radziecki, a F-117 Nighthawk całkowicie zniszczyły obronę powietrzną Iraku. Decyzje o zredukowaniu liczby myśliwców przedstawiają się następująco:
- 648 sztuk od roku 1995
- 442 sztuk do roku 1997
- 439 sztuk do roku 2003
- 277 sztuk w roku 2003
- 183 sztuki w 2004

W 2006 roku Departament Obrony USA zaoferował kupno 183 sztuk F-22, co przy oszczędnościach rzędu 15 mld dolarów spowodowałoby wzrost ceny jednego myśliwca. Ten plan został de facto zaakceptowany przez Kongres w planie kilkuletniego nabywania maszyn, pozostawiając możliwość na nowe zamówienia po tym okresie. Lockheed Martin zakomunikował jednak, że wraz z rokiem 2009 musi znać ostateczną liczbę maszyn, aby odpowiednio wcześniej zamówić potrzebne do produkcji części.
| Typ                 | RCS (m²)      |
| ------------------- | ------------- |
| Krążownik           | 14 000        |
| B-52 Stratofortress | 100–125       |
| F-15 Eagle          | 10–25         |
| Su-27               | 10–25         |
| MiG-29              | 3–5           |
| F-16A               | 5             |
| F-18C/D Hornet      | 1–3           |
| F-16C               | 1,2           |
| Su-57               | 0,5–1         |
| B-2 Spirit          | 0,1           |
| F-117A              | 0,025         |
| F-22 Raptor         | 0,0001–0,0005 |
| F-35                | 0,0015–0,005  |

### Sprzedaż zagraniczna
Ze względu na zakaz nałożony przez prawo federalne obecnie nie istnieje możliwość eksportu Raptora. Gdyby nawet taka istniała, niewiele państw sojuszniczych byłoby w stanie sprostać wymaganiom i kosztom jego obsługi. Większość obecnych nabywców myśliwców produkowanych przez Stany Zjednoczone jest zainteresowana zakupem wcześniejszych konstrukcji, na przykład F-15 czy F-16, albo oczekuje na wdrożenie do produkcji F-35, w którym zastosowano wiele rozwiązań technologicznych obecnych w Raptorze.
Zainteresowanie zakupem F-22 oficjalnie wyraziła Japonia. Dyrektor Departamentu Azji w Radzie Bezpieczeństwa Narodowego USA potwierdził, że trwają rozmowy na temat sprzedaży, jednak mimo nacisków ze strony Kongresu Biały Dom odmówił sprzedaży tych maszyn Japonii, co stało się bezpośrednią przyczyną rozpoczęcia przez Japonię własnego programu budowy samolotu V generacji. Produkcja F-22 dobiegła końca w roku 2011 i najprawdopodobniej już nigdy nie zostanie wznowiona.

### Użycie bojowe
Pierwsze bojowe zastosowanie uzbrojenia przez F-22 nastąpiło 23 września 2014 roku. Wykonano wtedy uderzenie na cele tak zwanego Państwa Islamskiego na terenie Syrii przy użyciu broni naprowadzanej za pomocą systemu GPS.

### Katastrofy
Pierwsza katastrofa seryjnego modelu wydarzyła się 20 grudnia 2004 podczas startu. Pilot katapultował się bezpiecznie na moment przed uderzeniem myśliwca o ziemię. Śledztwo wykazało, że krótkotrwała przerwa w zasilaniu podczas wyłączania silnika przed lotem spowodowała usterkę w systemie sterowania lotem. Dane techniczne zarejestrowane podczas zdarzenia posłużyły do wyeliminowania tego problemu w przyszłości. Decyzją dowództwa USAF szczątki maszyny zostały użyte do budowy nowego płatowca. Kolejne katastrofy:
- W 2009 roku 25 marca z powodu utraty przytomności przez pilota podczas manewrowania na małych wysokościach rozbił się F-22 o ziemię. Pilot testowy D.Colley zginął na miejscu[13].
- 16 listopada 2010 roku zginął w katastrofie kpt. J.Haney po tym jak utracił przytomność przez wadliwą instalację tlenową[14].
- 15 listopada 2012 roku rozbił się prototypowy samolot z powodu zwarcia instalacji elektrycznej, która doprowadziła do pożaru płynu hydraulicznego, co skutkowało uszkodzeniem sterowania[15][16].
- 15 maja 2020 roku samolot rozbił się podczas rutynowej misji na Florydzie. Pilot bezpiecznie się katapultował[17]

## Wykonawcy

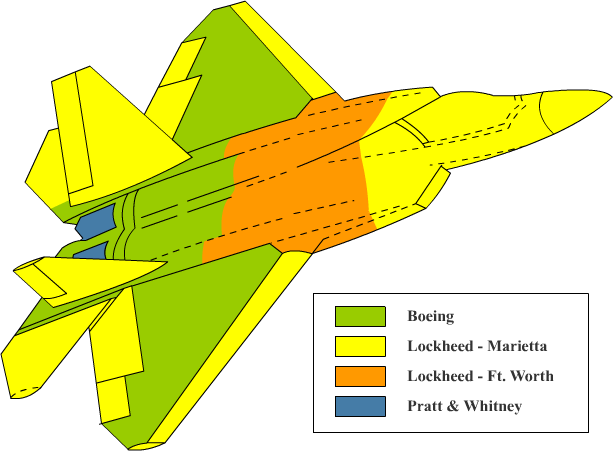
Udział poszczególnych koncernów w konstrukcji F-22 Raptor

- Lockheed Martin Aeronautical Systems: kierownictwo programem, sekcja nosowa oraz przednie poszycie kadłuba (włączając w to kokpit oraz wloty powietrza), główne krawędzie skrzydeł, stateczniki i stabilizatory, klapy, lotki, podwozie oraz finalny montaż.
- Lockheed Martin Tactical Aircraft Systems: centralne poszycie, zintegrowane systemy nawigacji i wojny elektronicznej (INEWS), komunikacja, nawigacja oraz system identyfikacji (CNI).
- Boeing: skrzydła, poszycie kadłuba (włączając w to niezbędne instalacje silnika i dysz), opracowanie systemu radarowego i jego testowanie, integracja awioniki, system treningowy.
- Pratt & Whitney: silniki F119-PW-100 napędzające myśliwiec.

### Podwykonawcy
Szacunkowo 240 firm z 37 stanów USA tworzy listę podwykonawców F-22. Głównymi (według udziału) są:
1. Northrop Grumman
2. Texas Instruments
3. Kidde-Graviner Ltd.
4. Allied-Signal Aerospace(inne języki)
5. Hughes Radar Systems
6. Harris(inne języki)
7. Fairchild Defense
8. GEC Avionics

## Opis konstrukcji

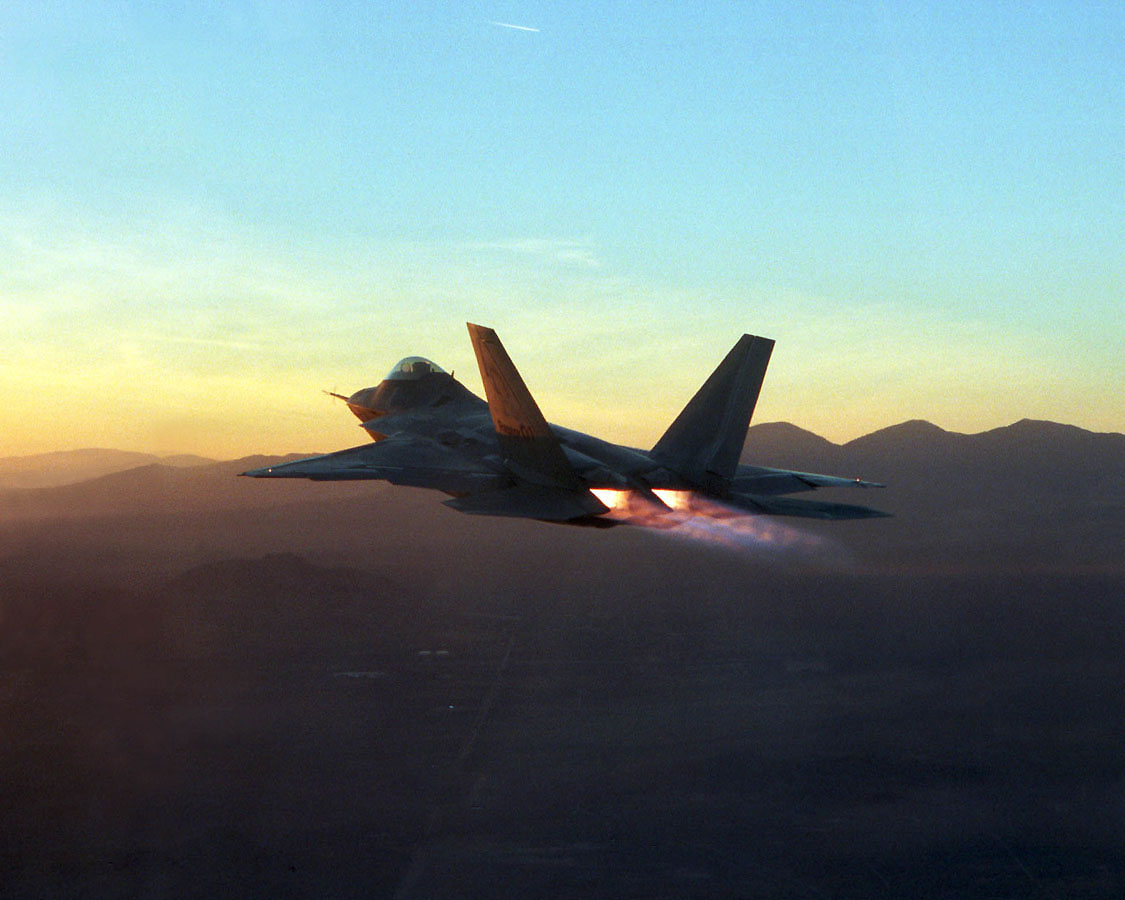
Silniki F119-PW-100 przy włączonym pełnym dopalaczu

Na jednostkę napędową składa się podwójny silnik dwuprzepływowy Pratt & Whitney F119-PW-100. Zastosowany w nim ciąg wektorowany działa w płaszczyźnie pionowej z kątem wychylenia dochodzącym do 20 stopni. Maksymalna wartość ciągu jest utajniona, jednak większość źródeł szacuje ją na 156 kN na jeden silnik. Oficjalna prędkość maksymalna bez użycia dopalaczy (supercruise) wynosi 1,5 Ma, natomiast prędkość maksymalna to 1,8 Ma. Raptor jest w stanie bezproblemowo przekroczyć limity nałożone przez producenta, szczególnie na niskim pułapie; alarm o osiągnięciu maksymalnej prędkości zabezpiecza pilota przed przekroczeniem przewidzianych limitów. 13 stycznia 2005 roku generał John P. Jumper były Chief of Staff of the United States Air Force odbył lot F-22 bez użycia dopalaczy z prędkością przekraczającą 1,7 Ma. Były pilot doświadczalny Raptora Paul Metz stwierdził, że prędkość maksymalna F-22 przekracza 2,42 Ma, a ze względu na postęp w technologii produkowanych silników lotniczych prędkość wznoszenia przewyższa osiąganą przez F-15 Eagle. Ma to miejsce pomimo faktu, że stosunek ciągu do ciężaru Raptora jest znacznie mniejszy niż dla F-15 i wynosi odpowiednio 1:1 oraz 1,2:1.

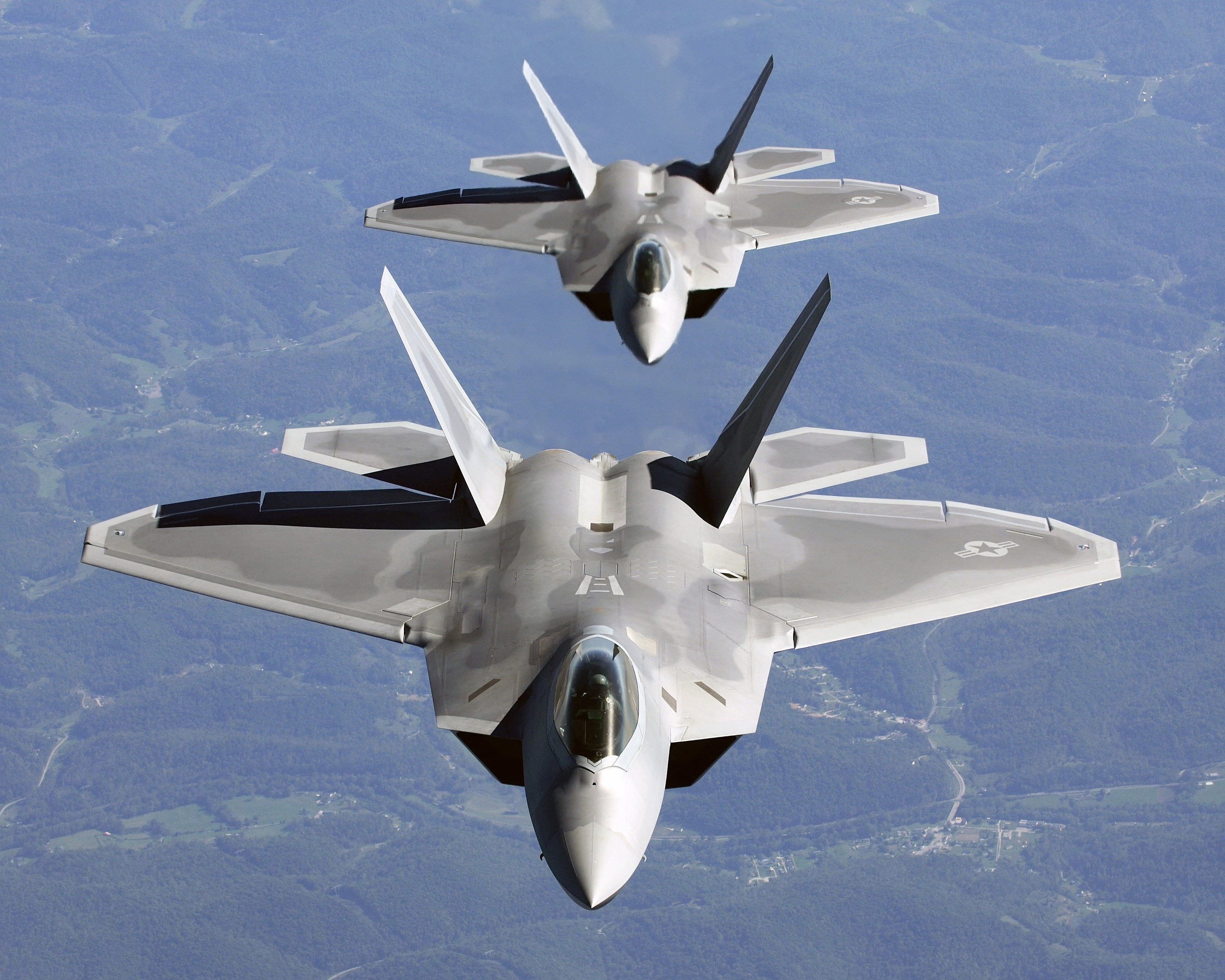
Dwa F-22 w szyku (kolumnie) bojowym

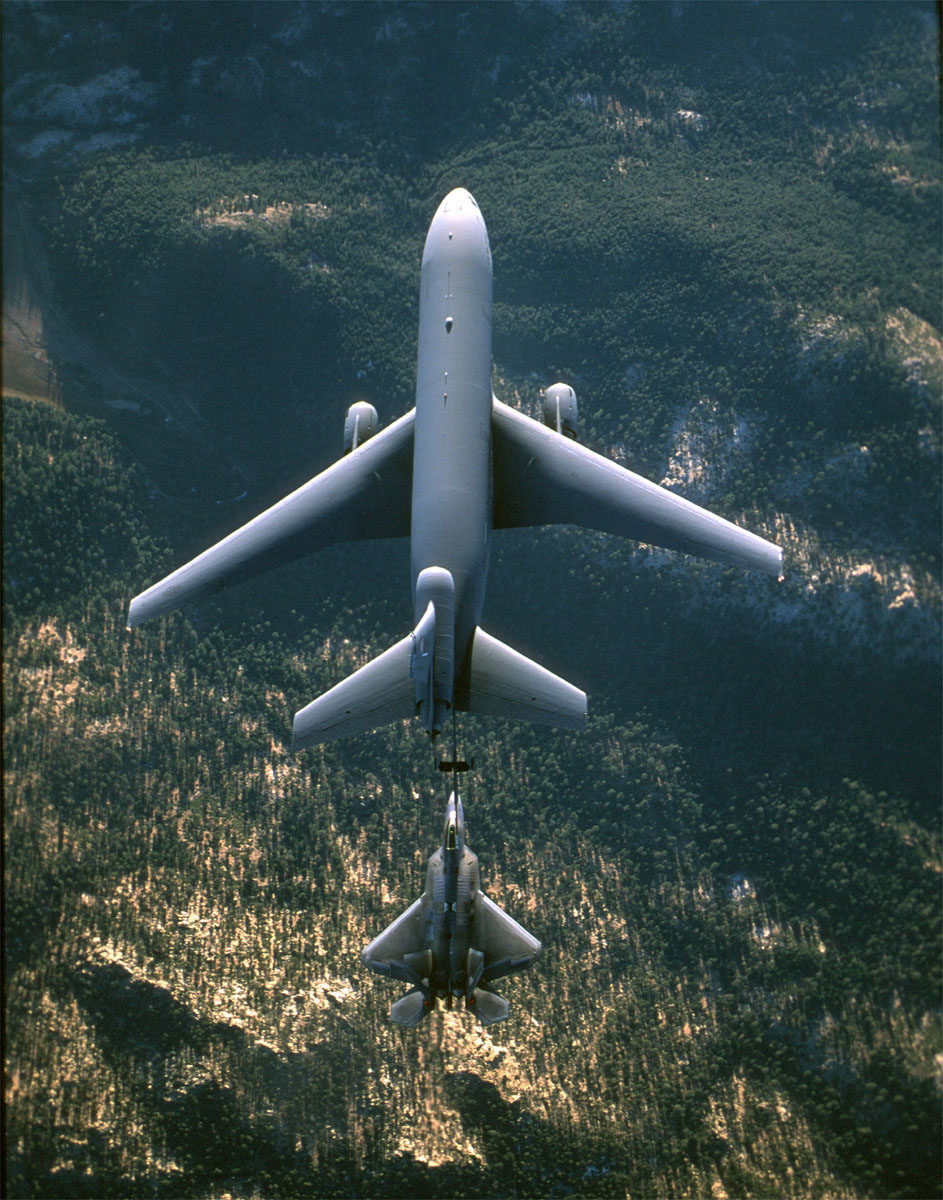
KC-10 Extender z bazy Travis dotankowujący F-22 Raptor

Rzeczywista prędkość maksymalna jest nieznana, gdy jedynym czynnikiem branym pod uwagę będzie ciąg silnika. Zdolność płatowca do wytrzymania naprężeń i wydzielającego się w wyniku tarcia ciepła jest kluczowym czynnikiem, szczególnie w przypadku samolotu składającego się z tak dużej liczby polimerów. Podczas gdy część współczesnych maszyn jest teoretycznie szybsza, zastosowanie wewnętrznych przestrzeni ładunkowych, a tym samym zmniejszenie oporów powietrza, pozwala na osiągnięcie przez Raptora stosunkowo lepszych osiągów z cięższym uzbrojeniem na pokładzie niż inne współczesne maszyny. Dzięki temu F-22 jest jedną z nielicznych maszyn zdolnych do lotu z prędkością ponaddźwiękową bez korzystania ze zwiększającego ciąg dopalacza, który znacznie zwiększa jednostkowe zużycie paliwa.
Raptor jest samolotem wysokomanewrowym, zarówno przy szybkościach ponaddźwiękowych, jak i poddźwiękowych. Zastosowanie w myśliwcu ciągu wektorowanego umożliwia wykonanie dość ciasnych skrętów i przekłada się na zdolność do wykonania manewrów takich jak: J-Turn, Kobra Pugaczowa oraz Kulbit, przy czym ten ostatni jest najbardziej użyteczny podczas starcia w powietrzu.
Naddźwiękowy F-22 jest w stanie na chwilę obecną pokonać wszystkie maszyny przeciwnika, a nawet bez własności stealth większość istniejących rakiet ziemia-powietrze. Jedyne konstrukcje będące w stanie sprostać wyzwaniu to zaawansowane pochodne Su-30 z silnikami Saturn AL-41F.
Na blisko 40% całkowitej masy składa się najwyższej klasy tytan, dotychczas nieużywany w żadnej konstrukcji USAF od czasów SR-71. Kompozyty RTM (Resin Transfer Molded), specyficzne żywice epoksydowe i wysokotemperaturowe kompozyty BMI (bismaledimide) stanowią 24% masy. Nowe technologie montażu, HIP (Hot Isostatic Pressing) oraz próżniowe spawanie elektronowe zostały wprowadzone do otrzymania wysokiej wytrzymałości krawędzi z tytanu, głównie Ti-64 oraz Ti-62222, minimalizując liczbę użytych łączeń. Tylko 16% masy F-22 stanowią stopy aluminium. Tak jak w przypadku B-2 Spirita geometria płatowca musiała być ściśle dopasowana do wymogów obniżonej wykrywalności.
Samoloty tego typu nie są jednak jednorodnym modelem. Wiele bowiem z nich, zwłaszcza 32 pozostających do dziś w służbie samolotów modelu Block 20 nie posiada nawet wyposażenia umożliwiającego im branie udziału w operacjach bojowych, i używane są głównie do celów szkoleniowych. Wg niektórych zaś przedstawicieli US Air Force, są tak różne od bojowych samolotów Block 35, że ćwiczący na nich piloci nabywają niepożądanych nawyków.

### Awionika
Radar AN/APG-77, zaprojektowany do zadań uderzeniowych oraz utrzymania przewagi powietrznej jest w stanie śledzić wiele celów w każdych warunkach atmosferycznych. Dla zredukowania możliwości podsłuchu, częstotliwości pracy są zmieniane 1000 razy w ciągu sekundy. Radar może być użyty do przeciążania czujników przeciwnika, czyniąc z Raptora maszynę zdolną do ataku elektronicznego.
Dane gromadzone przez radar są przetwarzane przez dwa procesory CIP (Common Integrated Processor) firmy Raytheon. Każdy z nich ma wydajność 10500 MIPS oraz posiada 300 MB pamięci. Informacje mogą być nie tylko pozyskiwane bezpośrednio z urządzeń pokładowych, ale także mogą być dostarczane z zewnątrz. Po przetworzeniu przez CIP są one wyświetlane w czytelnej formie na wyświetlaczach w kokpicie pilota, umożliwiając mu podjęcie właściwej decyzji w sytuacjach zagrożenia. Na oprogramowanie F-22 składa się 1,7 mln linii kodu, w większości odpowiedzialnego za przetwarzanie danych z radaru.
Obecny zasięg 200–240 km w wyniku planowanych ulepszeń ma wzrosnąć do 400 km.
F-22 posiada kilka unikatowych funkcji jak na samolot o takich rozmiarach i zadaniach mu wyznaczonych. Dla przykładu zawiera system wykrywania zagrożeń i identyfikacji celów analogiczny do stosowanego przez RC-135 Rivet Joint. Mimo że wyposażenie Raptora nie jest tak potężne i zaawansowane ze względu na zastosowaną technologię stealth, jego bliskość do pola walki rekompensuje ograniczone możliwości.
F-22 jest w stanie funkcjonować jako mini-AWACS. Pomimo zredukowanych funkcji w porównaniu do specjalnie skonstruowanych samolotów jak np. E-3 Sentry obecność Raptora w powietrzu wzmacnia możliwości uderzeniowe pozostałych myśliwców uczestniczących w walce. System pozwala mu wyznaczać cele dla współpracujących F-15 i F-16, a nawet decydować o ich zmianie w przypadku namierzania tej samej maszyny przeciwnika przez sojusznicze myśliwce. Czas potrzebny na wykrycie potencjalnych celów jest wielokrotnie krótszy niż przy współpracy z systemem AWACS.
Niskie prawdopodobieństwo ‘podsłuchania’ radaru zostało wykorzystane do szybkiej transmisji danych, która pozwala na szerokopasmową komunikację między nadajnikami i odbiornikami przebywającymi w zasięgu.

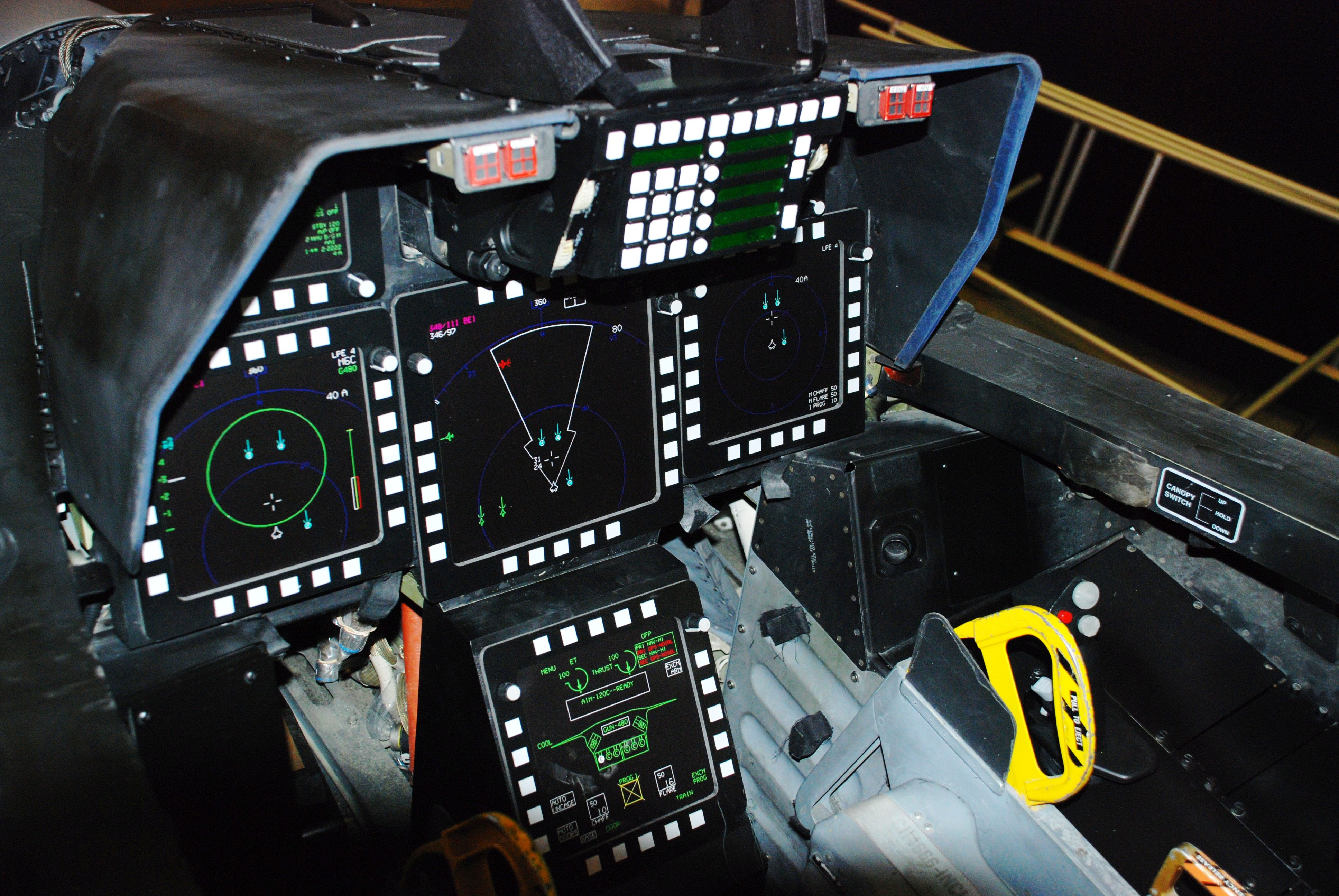
Kokpit F-22

#### Wyświetlacze
Są to specjalistyczne wyświetlacze ciekłokrystaliczne z matrycami o wysokim współczynniku kontrastu zapewniające doskonałą widoczność przy dużym nasłonecznieniu, jak i w warunkach nocnych. Informacje o znaczeniu taktycznym prezentowane na wyświetlaczach są przekazywane pilotowi w bardzo intuicyjny sposób – jest on w stanie szybko ocenić sytuację, zerkając na monitory. Samoloty nieprzyjaciela reprezentowane są przez czerwone trójkąty, maszyny sojusznicze jako zielone okręgi, nieznane – jako żółte kwadraty, natomiast skrzydłowi jako niebieskie F-22. Pozycje rakiet typu ziemia-powietrze są pokazywane jako pięciokąty (ze wskazaniem na ich typ). Oprócz kształtu i koloru symbole są bardziej udoskonalone. Wypełniony trójkąt oznacza, iż pilot ma rakiety zdolne do ataku celu, podczas gdy sama obwódka oznacza brak takiej możliwości. Każdy z monitorów ma kursor, który pilot może wykorzystać do wyszukania bardziej kompletnych danych na temat wskazanego przez niego obiektu. System jest w stanie określić typ samolotu z dokładnością do 98%. Kiedy system nie jest w stanie dokonać identyfikacji, maszyna zostaje oznaczona jako nieznana.

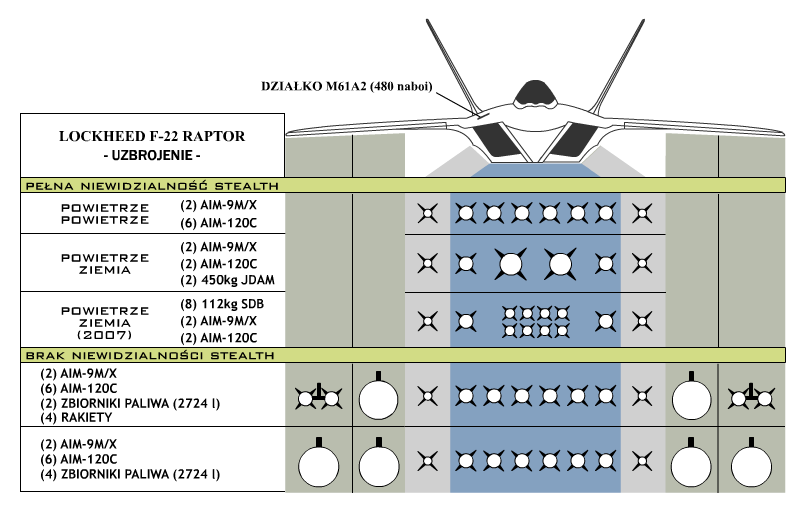
Uzbrojenie

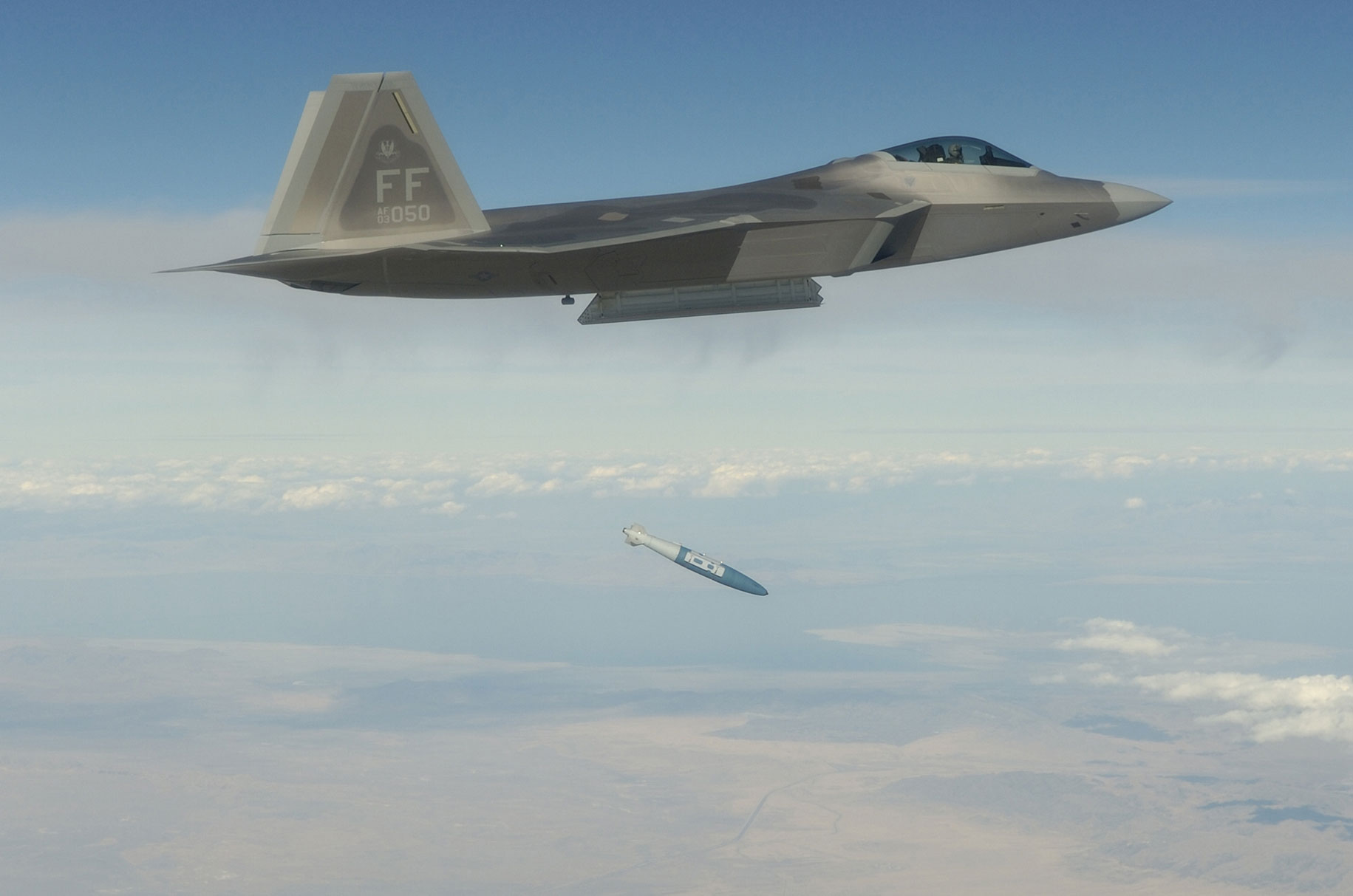
Raptor zrzuca bombę GBU-32

### Uzbrojenie
Ze względu na zastosowanie w Raptorze technologii stealth rakiety typu powietrze-powietrze muszą być przenoszone we wnękach osadzonych wewnątrz samolotu. Podczas procesu odpalania rakieta zostaje wysunięta na zewnątrz przez hydrauliczne wysięgniki na mniej niż sekundę.
Istnieje możliwość przenoszenia bomb takich jak Joint Direct Attack Munition (JDAM) oraz GBU-39 SDB, a także użycie broni podwieszonej pod skrzydła, jakkolwiek wiąże się to ze znaczącym obniżeniem parametrów stealth, zmniejszeniem manewrowości, szybkości i zasięgu. Jako broń pokładową zastosowano działko M61A2 Vulcan kalibru 20 mm, umieszczone we wnęce na prawym skrzydle. Ze względu na niską liczbę pocisków (480 sztuk), która starcza na około pięć sekund ciągłego ostrzału, M61A2 pełni rolę broni ostatecznej. Pomimo to F-22 w momencie wystrzelenia wszystkich rakiet jest w stanie używać broni pokładowej podczas walki powietrznej bez ryzyka wykrycia. Oprócz zastosowania działka typu Gatling prowadzone są intensywne badania nad możliwością umieszczenia we wnęce broni laserowej rozwijanej w ramach programu THEL.
Skrzydła są przystosowane do montażu dodatkowych czterech punktów podwieszeń. Każdy z nich jest teoretycznie zdolny do przenoszenia 2268 kg uzbrojenia. Jakkolwiek użycie zewnętrznych zasobników znacząco wpływa na niewidzialność F-22, mając szkodliwy wpływ na manewrowość, szybkość i zasięg. Dwa z nich są zaprojektowane do ewentualnego przenoszenia zbiorników z paliwem. Pylony te mogą zostać odrzucone w trakcie lotu, umożliwiając myśliwcowi odzyskanie pełnej niewidzialności po wyczerpaniu zewnętrznego uzbrojenia.
Prowadzone były również badania nad podwieszanym zasobnikiem uzbrojenia wykonanym w technologii stealth. To rozwiązanie pozwalałoby F-22 przenosić maksymalną ilość uzbrojenia przy zachowaniu niskiej wykrywalności całej konstrukcji, aczkolwiek przy jednoczesnym zmniejszeniu zdolności manewrowych. Istniały jednak obawy, iż tak jak miało to miejsce przy mocowaniu dodatkowych zbiorników paliwa, powstające na skrzydłach naprężenia mogłyby okazać się większe niż oczekiwane.
Obecnie postęp prac jest na nieznanym etapie, jednak biorąc pod uwagę brak informacji o projekcie w ciągu ostatnich lat oraz perspektywę wcześniejszego wycofania Raptora ze służby projekt najprawdopodobniej nie doczeka się realizacji.

### Obniżenie wykrywalności (stealth)
Na wysoką niewykrywalność samolotu dla radarów składa się szereg czynników: ogólny kształt płatowca, zastosowanie technologii radar absorbent material (RAM), a także zwrócenie uwagi na takie detale jak zawiasy czy kask pilota, który mógłby spowodować odbicie wiązki radarowej. F-22 maskuje swoją emisję fal podczerwonych, tym samym zmniejsza ryzyko wykrycia przez rakiety na podczerwień typu ziemia-powietrze oraz powietrze-powietrze.
Niewidzialność F-22 w mniejszym stopniu opiera się na wymagającej intensywnej konserwacji technologii RAM niż w przypadku poprzednich konstrukcji takich jak F-117. Owe materiały powodowały problemy w projektowaniu z powodu ich podatności na niesprzyjające warunki pogodowe. Inaczej niż B-2, który musi być przechowywany w klimatyzowanych hangarach, F-22 może być poddawany naprawom w normalnym hangarze. Co więcej, myśliwiec jest wyposażony w system ostrzegania (nazwany „Signature Assessment System”), reagujący w momencie gdy w wyniku normalnej eksploatacji obniża się sygnatura radarowa samolotu do poziomu wymagającego naprawy. Dokładny przekrój radarowy (RCS) Raptora pozostaje tajny.
Użycie dopalaczy może najwyraźniej prowadzić do wykrycia myśliwca, co może być kolejnym powodem nacisku na zastosowanie technologii supercruise.

### Warianty

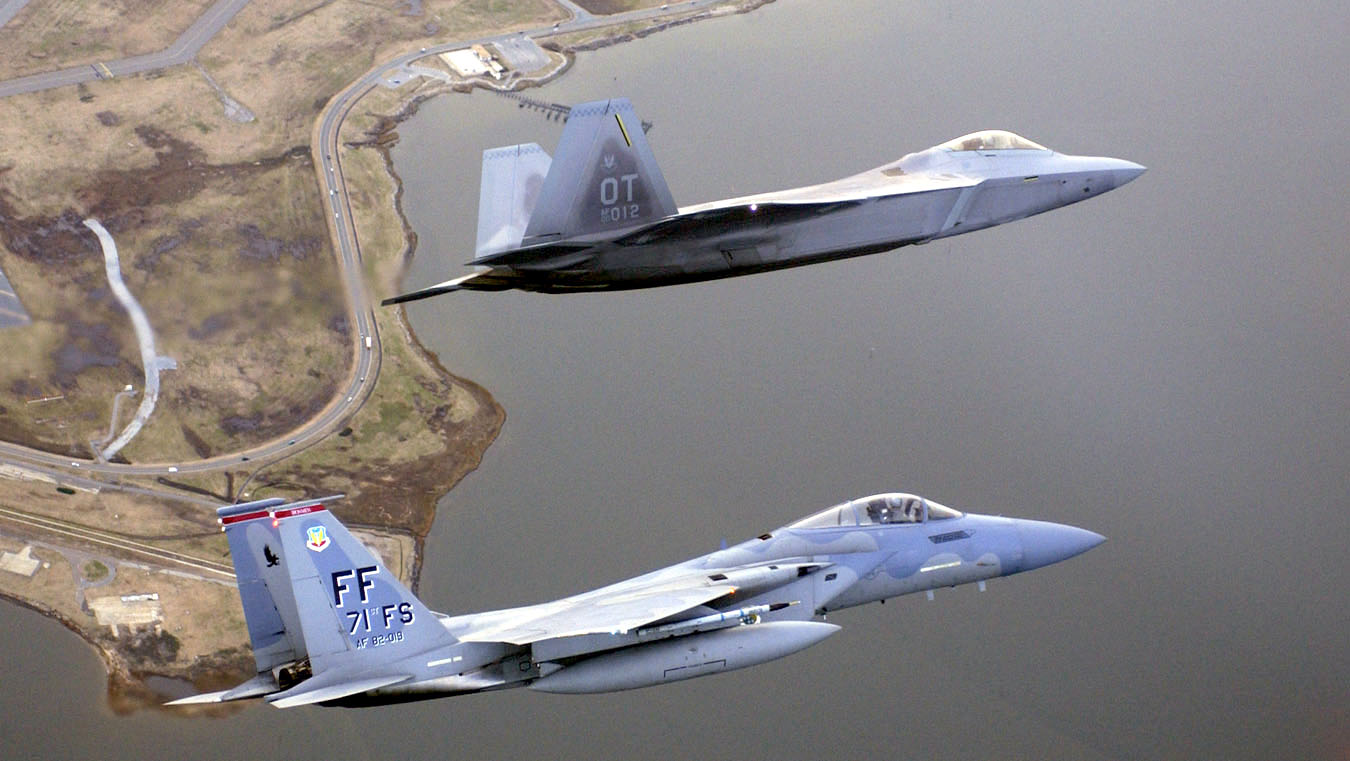
F-22 (u góry) miał zastąpić F-15C/D, jednak F-15 zostanie zastąpiony przez F-35 Lighting II

Oparty na konstrukcji F-22, Navalized Advanced Tactical Fighter (NATF) o zmiennej geometrii skrzydeł został zaproponowany Marynarce Wojennej Stanów Zjednoczonych jako zastępstwo F-14 Tomcat, aczkolwiek program został zakończony w 1993 roku. Ostatnią propozycją jest FB-22, który miałby być używany przez USAF jako bombowiec głębokiego uderzenia. Jednak projekt został porzucony. Również X-44 MANTA jest samolotem eksperymentalnym opartym na F-22 z ulepszonym ciągiem wektorowanym (maszyna jest sterowana jedynie przez ciąg wektorowany, stery nie są wykorzystywane). Testy konstrukcji planowane są na rok 2007.

## Użytkownicy
- 43 Eskadra Myśliwska, Tyndall AFB, Floryda – pierwsza eskadra użytkująca F-22A, od 2003 roku na 15 maszynach prowadzony trening pilotów 27 Eskadry Myśliwskiej.
- 412 Eskadra Doświadczalna – poprawianie parametrów lotu, modernizacja myśliwca.
- 422 Eskadra Doświadczalna – odpowiedzialna za rozwój taktyczny i ocenę F-22A.
- 1 Grupa Operacyjna, Langley AFB, Wirginia
  - 27 Eskadra Myśliwska – pierwszy otrzymany egzemplarz w grudniu 2005, udział F-22A w pierwszej misji (styczeń 2006 – operacja Noble Eagle)
  - 94 Eskadra Myśliwska – pełna gotowość planowana na 19 stycznia 2007
- 90 Eskadra Myśliwska, Elmendorf AFB, Alaska
- 199 Eskadra Myśliwska, Hickam AFB, Hawaje
- 531 Eskadra Myśliwska, Holloman AFB, Nowy Meksyk

## Zakończenie produkcji

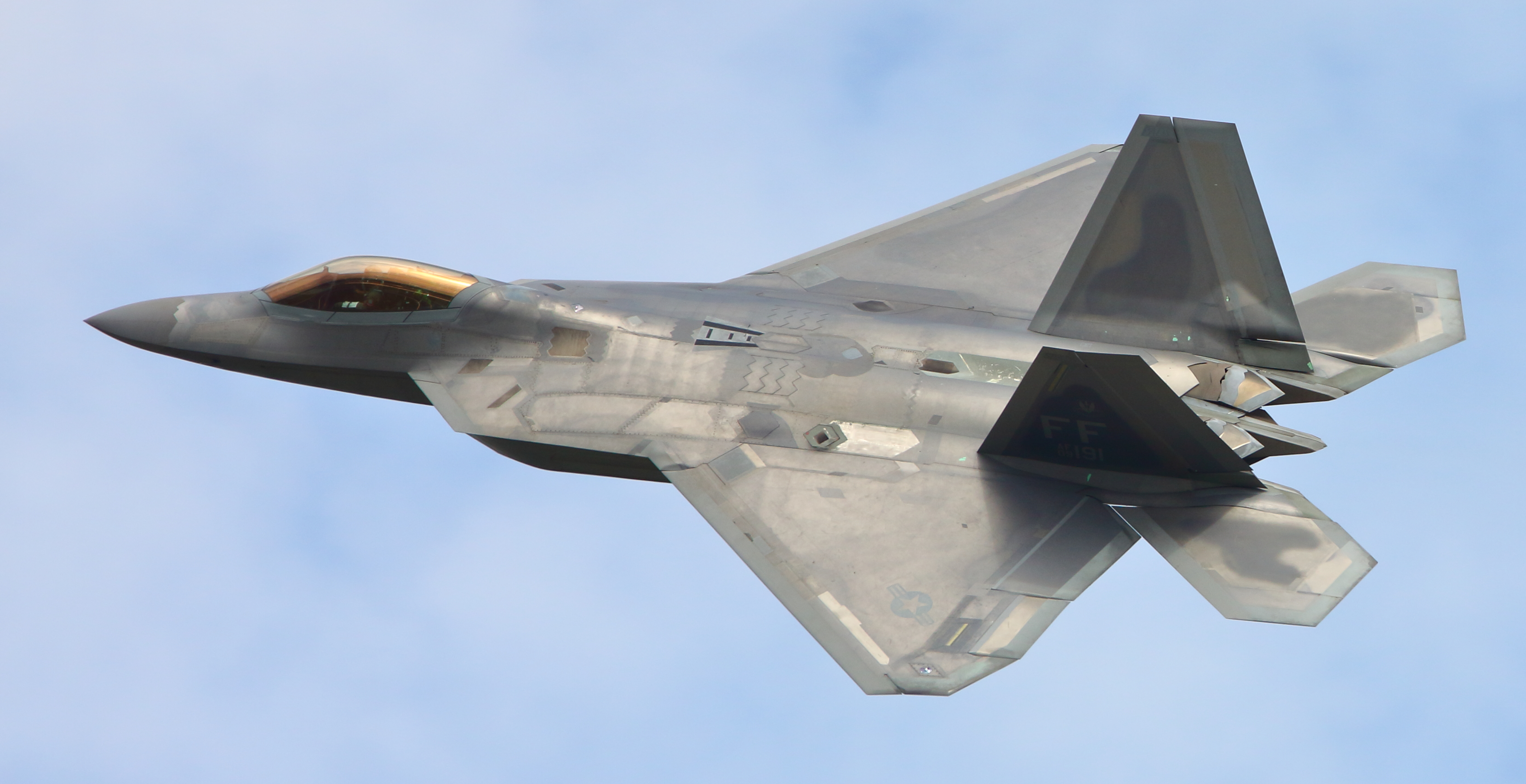
F-22 Raptor w locie

13 grudnia 2011 roku w zakładach koncernu Lockhed Martin w Marietta koncern Lockhed Martin zaprezentował na specjalnej uroczystości ostatni ukończony egzemplarz samolotu F-22 Raptor. Jest to 187 egzemplarz samolotu F-22A Raptor o numerze fabrycznym 4195, który wejdzie do służby w 525 dywizjonie USAF, który stacjonuje w bazie Elmendorf na Alasce. Lockheed Martin w drodze umowy z Departamentem Obrony Stanów Zjednoczonych jest jednak zobowiązany do zachowania projektów oraz technologii produkcji samolotu, celem ewentualnego wznowienia produkcji w przyszłości.

## Przypadki niedotlenienia pilotów
Po 16 listopada 2010 roku, kiedy w katastrofie F-22 na Alasce zginął pilot kapitan Jeffrey Haney, rozpoczęto śledztwo w sprawie powtarzających się przypadków niedotlenienia pilotów. Wszystkie F-22 zostały uziemione na okres czterech miesięcy od maja do września w roku 2011. Mimo zaangażowania wielu specjalistów z zakresu: medycyny, toksykologii oraz lotnictwa nie udało się wskazać przyczyny 11 przypadków niedotlenienia pilotów F-22 w trakcie lotu.
Jednym z podejrzanych elementów był system zaopatrywania pilotów w tlen (ang. Onboard Oxygen Generating System), dostarczany do F-22 przez firmę Honeywell, ale po przebadaniu setek filtrów używanych podczas lotów okazało się, że zawierają one mniej toksyn niż nowe.
Obecnie śledztwo, prowadzone przez Air Combat Command (ACC), skupia się na poszukiwaniu wspólnych okoliczności, które mogły mieć wpływ na niedotlenienie pilotów, takich jak: środowisko w jakim znajdowały się samoloty, położenie, prędkość itp. Istnieje podejrzenie, iż na przypadki niedotlenienia może mieć wpływ dodatkowe wyposażenie samolotów do lotów w warunkach, jakie występują w okolicach Alaski oraz nad Atlantykiem, gdyż tam doszło do większości incydentów – są to specjalne kombinezony dla pilotów chroniące przed zimnem oraz kombinezony chroniące przed promieniowaniem.

## F-22 w kulturze masowej
Myśliwiec pojawia się w książkach: Dług honorowy Toma Clancy’ego (1994), Nieuchwytny Jastrząb Herberta Crowdera (1990) oraz w filmach: Hulk podczas ataku na moście Golden Gate w San Francisco, Transformers i Transformers: Zemsta upadłych jako forma Starscreama i maszyna USAF, Obcy kontra Predator 2, Jestem Legendą podczas burzenia mostów w Nowym Jorku, w serialu Detektyw Monk w 4 sezonie odc. Mr. Monk and the astronaut, w filmie Iron Man w scenie pościgu za tytułowym bohaterem, a także w filmie Olimp w ogniu (2013) w trakcie ataku na Biały Dom w Waszyngtonie. Pojawia się również w grach Crysis (na lotniskowcu), Ace Combat, iF-22, Jetfighter V, F-22 Raptor (autorstwa Novalogic), F-22 Air Dominance Fighter, F-22 Total Air War, oraz Tom Clancy’s H.A.W.X. i Tom Clancy’s H.A.W.X. 2, gdzie jest dostępnym samolotem, a także w grze Command & Conquer: Generals pod nazwą Raptor.